# Konrad Duden
Konrad Duden (født 3. januar 1829 på Gut Bossigt i Lackhausen, som nu er en del af Wesel, død 1. august 1911 i Sonnenberg ved Wiesbaden) var en tysk filolog og leksikograf.
Konrad Duden studerede historie, germanistik og klassisk filologi i Bonn. Fra 1858 arbejdede han som lektor og senere prorektor i Soest. I 1876 blev han direktør for gymnasiet i Bad Hersfeld i Tyskland. Han pensionerede sig i 1905.
Gennem et langt liv gik han ind for en ensrettet tysk retskrivning. I 1880 udkom hans Vollständiges Orthographisches Wörterbuch der deutschen Sprache, som fik stor betydning for fastlæggelsen af tysk ortografi og dannede baggrund for myndighedernes retskrivning. Duden ordbogen er Tysklands vigtigste ordbog.
I Bad Hersfeld findes et Konrad-Duden-Museum, og det uddeler bl.a. en Konrad Duden-pris til germanister, som har udført vigtig, original forskning. 

## Værker (udvalg)
- Anleitung zur Rechtschreibung, 18?? (2. Auflage 1878)
- Die deutsche Rechtschreibung. Abhandlung, Regeln und Wörterverzeichnis, Leipzig 1872 (sog. Schleizer Duden)
- Vollständiges Orthographisches Wörterbuch der deutschen Sprache, 1880 (8. Auflage 1905)
- Etymologie der neuhochdeutschen Sprache, 1893